# Саманес Окампо, Давид
Давид Саманес Окампо и Собрино (исп. David Samanez Ocampo y Sobrino; 1866, Куско — 13 июля 1947, Лима) — перуанский политический и государственный деятель, был назначен временным президентом до стабилизации политической ситуации и назначения новых выборов в 1931 году.

## Карьера
После отстранения президента Аугусто Легии Перу погрузилось в глубочайший экономический и политический кризис, из-за которого в течение семи месяцев сменилось шесть руководителей государства, в одном только марте 1931 года главой государства успели побывать четыре человека. После временного президентства Луиса Мигеля Санчеса Серро президентами стали Рикардо Леонсио Элиас и Густаво Хименес, который пытался воспрепятствовать приходу к власти назначенного Окампо. Основной задачей Давида Саманеса Окампо на посту президента стало установление в стране политической и социальной стабильности, а также подготовка и проведение свободных выборов нового президента.
За своё недолгое президентство в течение восьми месяцев Окампо обновил избирательное законодательство, принял ряд законов о банкротстве, а также основал фонд помощи неимущим. Ему пришлось противостоять нескольким попыткам захвата власти и забастовкам, организованным рабочими. В целом его руководство впоследствии получило одобрение, Окампо справился со своей основной задачей, установил относительную стабильность в стране и провёл выборы.
На проведённых выборах победил бывший уже у власти в начале 1931 года Луис Мигель Санчес Серро. Санчес Серро победил на выборах лидера Американского народно-революционного альянса Виктора Рауля Айя де Ла Торре, после чего АПРА оспаривала результаты. Давид Саманес Окампо доверял результатам выборов и передал власть новоизбранному президенту Санчесу Серро.
После этих событий Окампо удалился от политики. Умер Давид Саманес Окампо в Лиме в 1947 году 13 июля.